# 산크리스토발 (도미니카 공화국)

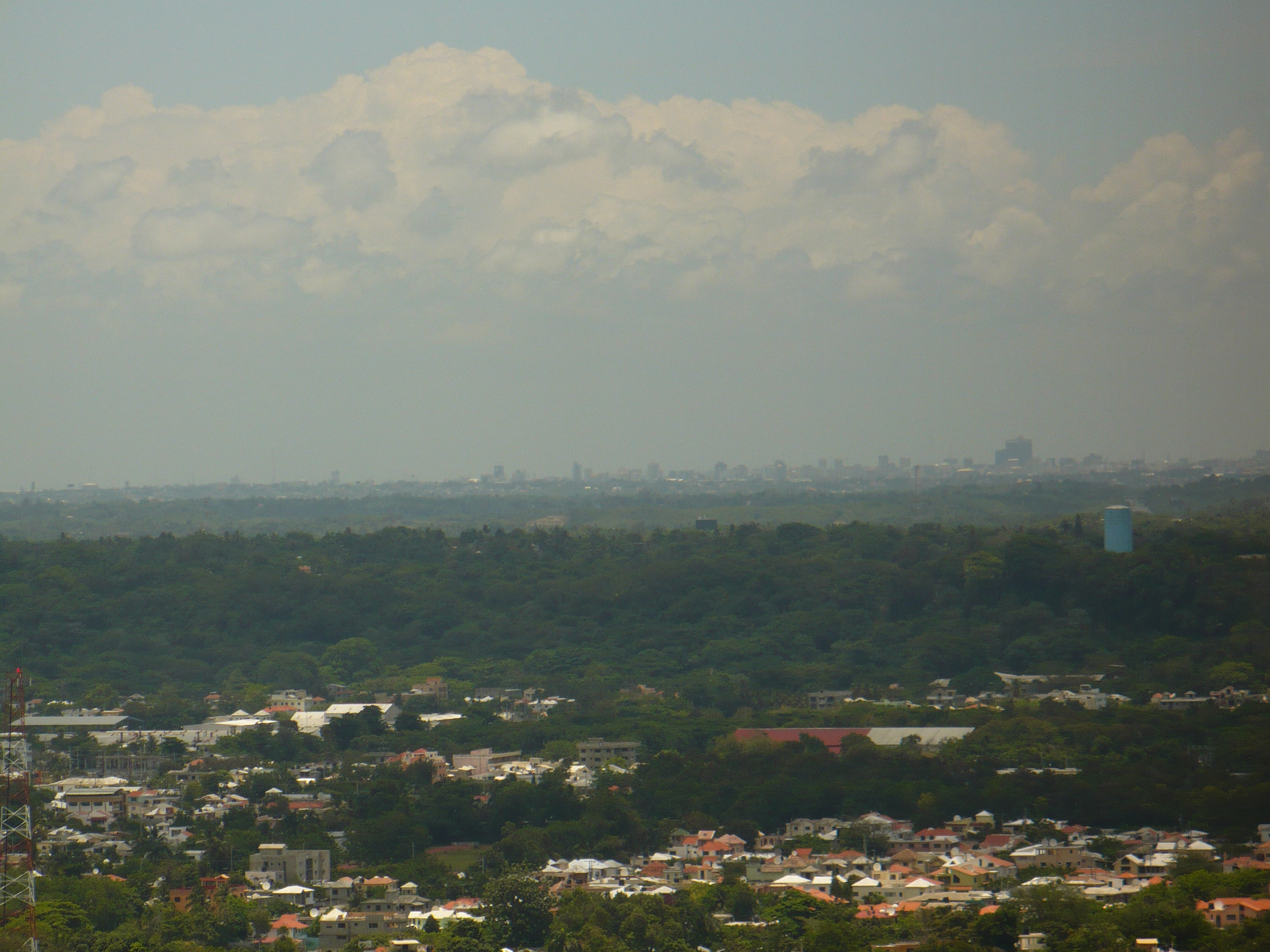
산크리스토발

산크리스토발(San Cristóbal)은 도미니카 공화국 산크리스토발 주의 주도로, 인구는 275,232명이다.